# Choretrum glomeratum
Choretrum glomeratum är en tvåhjärtbladig växtart som beskrevs av Robert Brown. Choretrum glomeratum ingår i släktet Choretrum och familjen Amphorogynaceae. Utöver nominatformen finns också underarten C. g. chrysanthum.